# Nationalratswahlkreis Freiburg-Mitte
Der Nationalratswahlkreis Freiburg-Mitte war ein Wahlkreis bei Wahlen in den Schweizer Nationalrat. Er bestand von 1881 bis 1911 und umfasste den zentralen Teil des Kantons Freiburg.

## Wahlverfahren
Hierbei handelte es sich um einen Pluralwahlkreis. Dies bedeutet, dass zwar mehrere Sitze zu verteilen waren, jedoch das Majorzwahlrecht zur Anwendung gelangte. Im Sinne der romanischen Mehrheitswahl benötigte ein Kandidat die absolute Mehrheit der Stimmen, um gewählt zu werden. Zur Verteilung aller Sitze waren unter Umständen mehrere Wahlgänge notwendig. Jeder Wähler hatte so viele Stimmen, wie Sitze zu vergeben waren.

## Bezeichnung und Sitzzahl
Freiburg-Mitte ist eine inoffizielle geographische Bezeichnung. Im amtlichen Gebrauch üblich war eine über die gesamte Schweiz angewendete fortlaufende Nummerierung, geordnet nach der Reihenfolge der Kantone in der schweizerischen Bundesverfassung. Aufgrund der wechselnden Anzahl im Laufe der Jahre erhielten manche Wahlkreise mehrmals eine neue Nummer. Freiburg-Mitte trug stets die Nummer 22.
Freiburg-Mitte standen stets 2 Sitze zur Verfügung.

## Ausdehnung

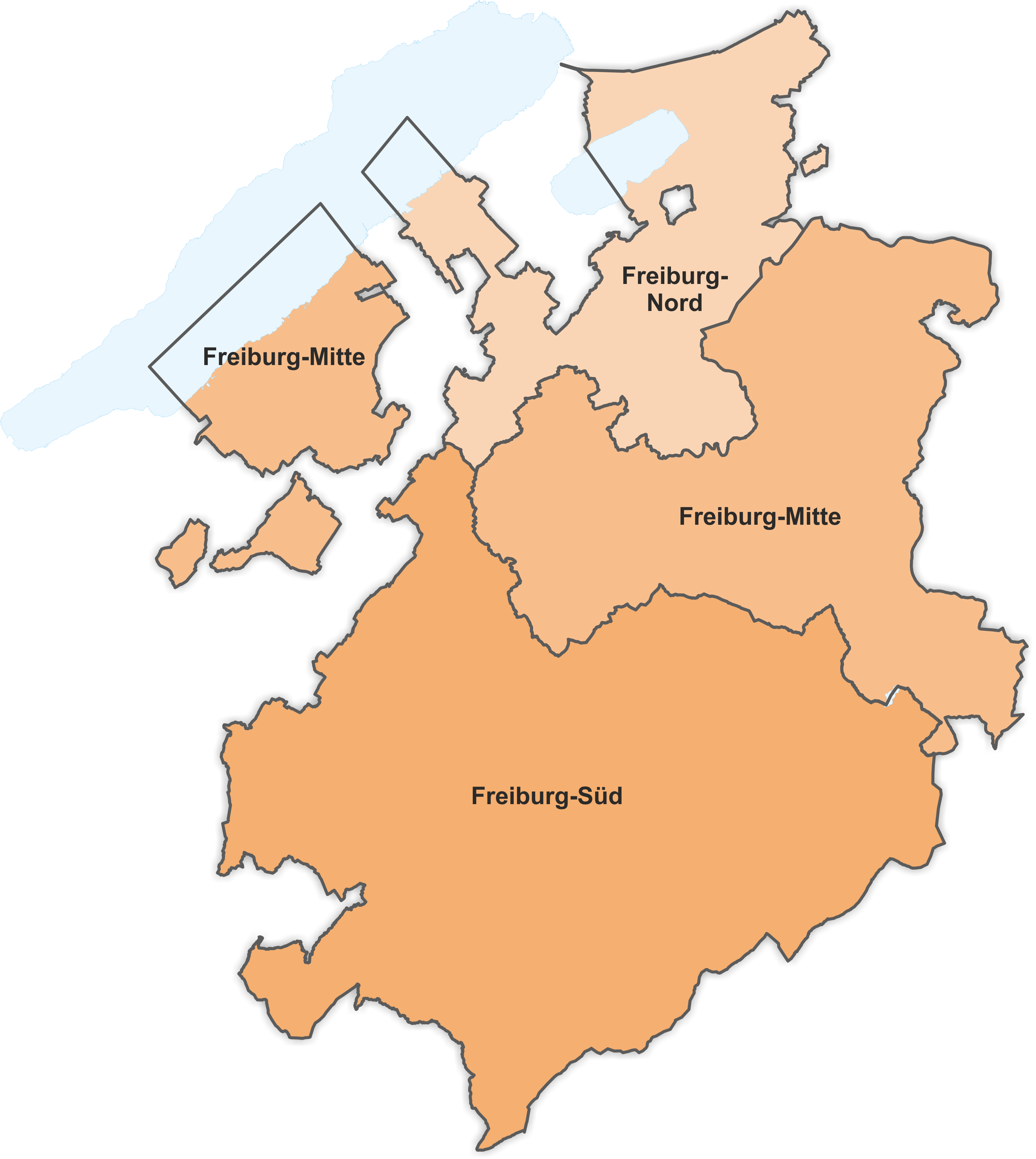
Wahlkreise Kanton Freiburg 1881–1911

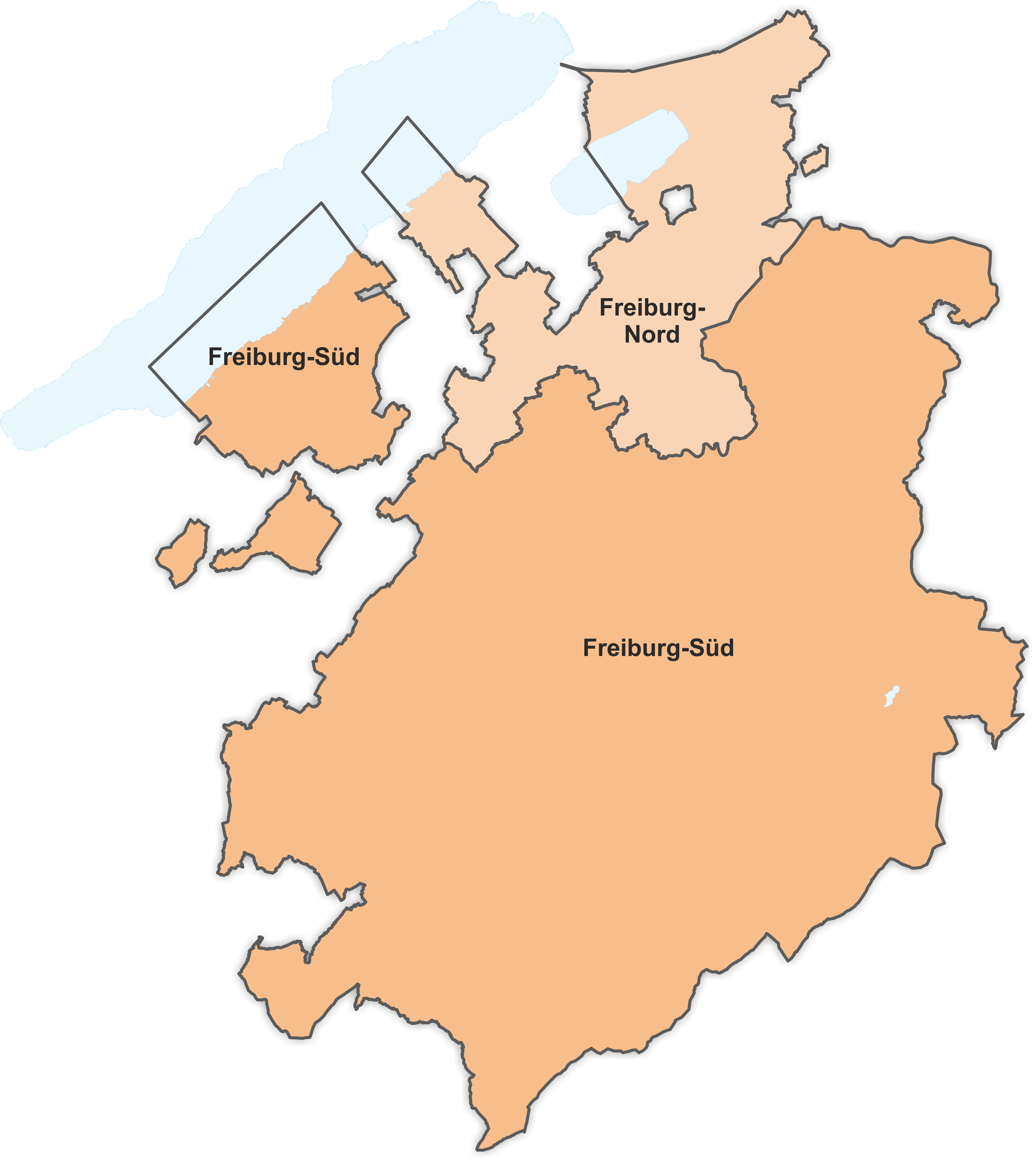
Wahlkreise Kanton Freiburg 1911–1919

Das Gebiet des Wahlkreises wurde mit dem «Bundesgesetz betreffend die Wahlen in den Nationalrath» vom 3. Mai 1881 festgelegt. Dabei fügte man Teile der Wahlkreise Freiburg-Nord und Freiburg-Süd zusammen. Freiburg-Mitte umfasste:
- den Broyebezirk ohne den Kreis Dompierre (entspricht dem Gebiet der drei Exklaven)
- den Saanebezirk ohne die Stadt Freiburg und den Kreis Belfaux (d. h. ohne die Gemeinden Autafond, Belfaux, Cormagens, Corminboeuf, Cutterwil, Formangueires, Givisiez, Granges-Paccot, Grolley, La Corbaz, Lossy und Villars-sur-Glâne)
- den Sensebezirk

Mit dem «Bundesgesetz betreffend die Nationalrathswahlkreise» vom 23. Juni 1911 wurde der Wahlbezirk Freiburg-Mitte aufgelöst und dessen Gebiet vollständig an Freiburg-Süd übertragen.

## Nationalräte
- G = Gesamterneuerungswahl
- E = Ersatzwahl bei Vakanzen

| Datum      | Wahl | Gewählte | Gewählte                              | Partei |
| ---------- | ---- | -------- | ------------------------------------- | ------ |
| 30.10.1881 | G    |          | Laurent Chaney, Louis de Wuilleret    | KK     |
|            |      |          |                                       |        |
| 03.06.1883 | E    |          | Paul Aeby                             | KK     |
|            |      |          |                                       |        |
| 26.10.1884 | G    |          | Paul Aeby, Louis de Wuilleret         | KK     |
|            |      |          |                                       |        |
| 30.10.1887 | G    |          | Paul Aeby, Louis de Wuilleret         | KK     |
|            |      |          |                                       |        |
| 26.10.1890 | G    |          | Paul Aeby, Louis de Wuilleret         | KK     |
|            |      |          |                                       |        |
| 29.10.1893 | G    |          | Paul Aeby, Louis de Wuilleret         | KK     |
|            |      |          |                                       |        |
| 25.10.1896 | G    |          | Paul Aeby, Louis de Wuilleret         | KK     |
|            |      |          |                                       |        |
| 01.05.1898 | E    |          | Aloys Bossy                           | KK     |
|            |      |          |                                       |        |
| 23.10.1898 | E    |          | Vincent Gottofrey                     | KK     |
|            |      |          |                                       |        |
| 29.10.1899 | G    |          | Aloys Bossy, Vincent Gottofrey        | KK     |
|            |      |          |                                       |        |
| 26.10.1902 | G    |          | Aloys Bossy, Vincent Gottofrey        | KK     |
|            |      |          |                                       |        |
| 29.10.1905 | G    |          | Aloys Bossy, Vincent Gottofrey        | KK     |
|            |      |          |                                       |        |
| 17.03.1907 | E    |          | Max de Diesbach, Charles de Wuilleret | KK     |
|            |      |          |                                       |        |
| 25.10.1908 | G    |          | Max de Diesbach, Charles de Wuilleret | KK     |

## Quelle
- Erich Gruner: Die Wahlen in den Schweizerischen Nationalrat 1848–1919. Band 3. Francke Verlag, Bern 1978, ISBN 3-7720-1445-3.